# Schuttertal
Schuttertal település Németországban, azon belül Baden-Württembergben. Lakosainak száma 3172 fő (2023. december 31.).

## Népesség
A település népessége az elmúlt években az alábbi módon változott:
| Lakosok száma | 3204 | 3496 | 3442 | 3290 | 3182 | 3414 | 3313 | 3308 | 3161 | 3172 |
|               | 1961 | 1967 | 1974 | 1980 | 1987 | 1993 | 2000 | 2006 | 2013 | 2023 |